# Etah
Etah (grónsky Iita) je zaniklá osada v kraji Avannaata v Grónsku. Nachází se u fjordu Foulk, ústícího do Naresova průlivu, blízko Sobího mysu. Osada byla používána jako začáteční bod v expedicích na severní pól. Byla založena v roce 1865 a sloužila jako základna pro mnoho polárníků, např. pro Knuda Rasmussena a Roberta Pearyho. Nejbližší nyní obydlená osada, Siorapaluk, se nachází asi 73 km na jihovýchod. Zanikl v roce 1953.
Lidé se z Etahu odstěhovali do Pituffiku kvůli velice chladnému podnebí a nepříznivému počasí. V roce 1984 se několik obyvatel Qaanaaqu pokusilo osadu obnovit, avšak neúspěšně, jelikož nebyli schopni lovem uživit sebe a své rodiny. Dnes je Etah vyhledáván pouze lovci kvůli množství mrožů a ledních medvědů.